# 31600 Somasundaram
31600 Somasundaram è un asteroide della fascia principale. Scoperto nel 1999, presenta un'orbita caratterizzata da un semiasse maggiore pari a 2,7969431 UA e da un'eccentricità di 0,1107316, inclinata di 4,63091° rispetto all'eclittica.